# Episodi di Boardwalk Empire - L'impero del crimine (terza stagione)
La terza stagione della serie televisiva statunitense Boardwalk Empire - L'impero del crimine, composta da 12 episodi, è stata trasmessa dal canale statunitense HBO dal 16 settembre al 2 dicembre 2012.
In Italia, la stagione è andata in onda in prima visione assoluta sul canale satellitare Sky Cinema 1 dal 22 febbraio al 29 marzo 2013. È stata trasmessa in chiaro dal 16 settembre al 2 dicembre 2013 su Rai 4.
A partire da questa stagione entrano nel cast principale Charlie Cox e Bobby Cannavale. Al termine di questa stagione escono dal cast principale entrambi.
La caratteristica principale di questa stagione è l'ambientazione nel 1923, un paio di anni dopo le vicende della seconda stagione. Oltre alle consuete location di Atlantic City, New York e Chicago, in questa stagione buona parte dell'azione si svolge nell'immaginaria cittadina di Tabor Heights: le riprese di questa location sono state filmate nel villaggio storico di Richmondtown (New York).
| nº | Titolo originale   | Prima TV USA      | Prima TV Italia  |
| -- | ------------------ | ----------------- | ---------------- |
| 1  | Resolution         | 16 settembre 2012 | 22 febbraio 2013 |
| 2  | Spaghetti & Coffee | 23 settembre 2012 | 22 febbraio 2013 |
| 3  | Bone for Tuna      | 30 settembre 2012 | 1º marzo 2013    |
| 4  | Blue Bell Boy      | 7 ottobre 2012    | 1º marzo 2013    |
| 5  | You'd Be Surprised | 14 ottobre 2012   | 8 marzo 2013     |
| 6  | Ging Gang Goolie   | 21 ottobre 2012   | 8 marzo 2013     |
| 7  | Sunday Best        | 28 ottobre 2012   | 15 marzo 2013    |
| 8  | The Pony           | 4 novembre 2012   | 15 marzo 2013    |
| 9  | The Milkmaid's Lot | 11 novembre 2012  | 22 marzo 2013    |
| 10 | A Man, a Plan...   | 18 novembre 2012  | 22 marzo 2013    |
| 11 | Two Imposters      | 25 novembre 2012  | 29 marzo 2013    |
| 12 | Margate Sands      | 2 dicembre 2012   | 29 marzo 2013    |

## Resolution
- Titolo originale: Resolution
- Diretto da: Tim Van Patten
- Scritto da: Terence Winter

### Trama
Atlantic City, 31 dicembre 1922: Gyp Rosetti, criminale siciliano, giunge alla festa di Capodanno di Nucky Thompson. Quando Nucky gli comunica che d'ora in avanti avrà come un unico cliente per acquistare alcool Rothstein di New York, il siciliano va su tutte le furie.

A Cicero, l'agente Van Alden si è rifatto una vita come venditore di ferri da stiro porta a porta e, casualmente, entra in contatto con Al Capone in un negozio di fiori dove il gangster era andato per una resa dei conti.

Nel frattempo, dopo i tragici avvenimenti dei Darmody, la casa del commodoro è stata trasformata in bordello di lusso da Gillian: ad accudire il piccolo orfano di Jimmy ed Angela, il veterano Richard, che vendica l'uccisione della sua coppia di amici ammazzando Munny sulla porta di casa.
- Guest star: William Forsythe (Manny Horvitz), Christopher McDonald (Harry Daugherty), Anatol Yusef (Meyer Lansky), Greg Antonacci (Johnny Torrio), Meg Chambers Steedle (Billie Kent), Stephen DeRosa (Eddie Cantor), Kevin O'Rourke (Sindaco Edward Bader), Victor Verhaeghe (Damien Fleming), Arron Shiver (Dean O'Banion), Patrick Kennedy (Douglas Mason), Michael Cumpsty (Padre Brennan), Glenn Fleshler (George Remus), Lucas Caleb Rooney (Joe Miller).
- Ascolti USA: telespettatori 2.886.000[2]

## Spaghetti & Coffee
- Titolo originale: Spaghetti & Coffee
- Diretto da: Alik Sakharov
- Scritto da: Howard Korder

### Trama
Di ritorno verso New York, Gyp Rosetti sosta nei pressi dell'ultimo distributore di benzina del New Jersey e medita di mandare all'aria il traffico di liquori di Nucky. Nel frattempo, Elias Thompson esce di galera ma non trova il fratello ad aspettarlo, bensì Mikey Doyle, che gli comunica che d'ora in poi sarà il suo nuovo capo. Elias è riluttante, ma la situazione familiare e i molti figli a carico non gli permettono di poter scegliere.

Mentre Chalky White fidanza ufficialmente la figlia con un laureando in medicina, Margaret cerca di rendersi utile presso l'ospedale dove fa beneficenza, inutilmente.
Rosetti tende un agguato agli uomini della scorta di Nucky al distributore di benzina, impedendo loro di rifornirsi e costringendoli a tornare ad Atlantic City. Nucky, che è a New York dalla sua amante, non riesce ad intervenire in tempo.
- Guest star: Stephen Root (Gaston Means), Erik LaRay Harvey (Dunn Purnsley), Meg Chambers Steedle (Billie Kent), Patrick Kennedy (Douglas Mason), Kerry O'Malley (Edwina Shearer), Glenn Fleshler (George Remus).
- Ascolti USA: telespettatori 2.618.000[3]

## Bone for Tuna
- Titolo originale: Bone for Tuna
- Diretto da: Jeremy Podeswa
- Scritto da: Chris Haddock

### Trama
Tornato ad Atlantic City, Nucky è perseguitato da un sogno angosciante: un bambino biondo (il piccolo Jimmy che Nucky aveva cresciuto come fosse suo padre) lo fissa, perdendo sangue dal foro della pallottola con cui il tesoriere lo ha ucciso. Preoccupato della sorte di chi ama, tenta inutilmente di mettersi in contatto con la sua amante. Margaret si fa in quattro per ottenere l'attenzione del vescovo, in occasione della cerimonia per il marito: anche durante la funzione, Nucky vede il bambino tra i chierichetti che servono Messa.

Mentre altre vicende avvengono a New York (Lucky Luciano e il suo socio si scontrano di nuovo con gli uomini di Masseria) e a Cicero (l'agente Van Alden non riesce ad emergere nel suo nuovo lavoro) Nucky viene a sapere della bravata di Gyp Rosetti, che ha impedito il rifornimento e quindi il passaggio verso New York dei liquori destinati a Rothstein. Nucky affronta il gangster e riesce a convincerlo a dargli un ultimo carico in cambio del suo congedo dalla zona. Quando viene fatto lo scambio, tuttavia Gyp pensa che Nucky intenda imbrogliarlo e si vendica bruciando vivo lo sceriffo locale al distributore di benzina.
- Guest star: Anatol Yusef (Meyer Lansky), Meg Chambers Steedle (Billie Kent), Patrick Kennedy (Douglas Mason), Kevin O'Rourke (Sindaco Edward Bader), Victor Verhaeghe (Damien Fleming), Michael Cumpsty (Padre Brennan).
- Ascolti USA: telespettatori 2.357.000[4]

## Blue Bell Boy
- Titolo originale: Blue Bell Boy
- Diretto da: Kari Skogland
- Scritto da: David Stenn

### Trama
La mancata spedizione del carico a Rothstein scatena la reazione nervosa di Nucky che ordina ai suoi uomini di non passare più al distributore di benzina sul confine e di raggiungere New York tagliando per vie secondarie. Elias tenta di mettere in guardia il fratello, che lo tratta in malo modo.
A Chicago, durante una riscossione, un uomo di fiducia di Al Capone viene pestato da un galoppino del boss irlandese Dean O'Banion: Capone, infuriato per la frustrante situazione del figlio Sonny (nato sordo), ammazza a pugni l'uomo in un locale.
A New York, Lucky Luciano affronta Joe Masseria che pretende una percentuale alta sul passaggio di droga - messo in piedi da Luciano e dal socio ebreo - sui suoi territori: Luciano, pur timoroso, tiene botta all'italoamericano che lo tratta con superficialità. Nel frattempo Nucky e Owen, rimangono chiusi per un giorno intero nella cantina di un casolare dove il giovane Rowland Smith aveva rubato un'enorme quantità di casse di whisky: il motivo è la presenza dell'FBI, che aveva seguito Smith e trovato il rifugio. Alla fine della retata, quando i federali se ne sono andati e tutto sembra essersi sistemato, Nucky ammazza a sangue freddo Rowland.
A Tabor Heights, Elias cerca di mettere in guardia Mickey Doyle sul fatto che il passaggio alle pompe di benzina puzza di imboscata: Doyle non gli dà retta e l'imboscata diventa una carneficina, quando Gyp Rosetti, d'accordo col nuovo sceriffo locale, aspetta il passaggio delle auto di Nucky. Elias, scampato alla strage, si reca da Nucky per riferirgli l'accaduto.
- Guest star: Anatol Yusef (Meyer Lansky), Nick Robinson (Rowland Smith), Patrick Kennedy (Douglas Mason), Kerry O'Malley (Edwina Shearer), Ivo Nandi (Joe Masseria), Heather Lind (Katy), Lucas Caleb Rooney (Joe Miller).
- Ascolti USA: telespettatori 2.107.000[5]

## You'd Be Surprised
- Titolo originale: You'd Be Surprised
- Diretto da: Tim Van Patten
- Scritto da: Diane Frolov e Andrew Schneider

### Trama
Gyp Rosetti, che staziona ormai a Tabor Heights, si rivela essere un sadomasochista. Nucky si scontra con Rothstein, giunto ad Atlantic City per pretendere le sue casse di liquore: in seguito, assiste alle prove a teatro della sua amante Billie e quando lo spettacolo viene chiuso, si prodiga a modo suo per la riapertura, costringendo il riluttante Eddie Cantor a prendere il posto del protagonista. Inoltre, la sua relazione clandestina viene scoperta da Margaret.
Rothstein, intanto, stringe un patto con Rosetti per ottenere il whisky. A Cicero, l'agente Nelson Van Alden è sempre alle prese con il suo lavoro ed è tampinato da un agente federale: quando questi, alla fine, riesce a trovarlo, la compagna di Nelson lo stordisce sul divano di casa quando l'agente voleva esporre solo un reclamo per avergli venduto un ferro da stiro malfunzionante. Nelson deve allora ammazzarlo e poi sbarazzarsi del corpo. Per farlo si rivolge ad O'Banion.
Nel frattempo, uno scagnozzo di Lucky Luciano entra nell'hotel dove soggiorna Rosetti per ammazzarlo: non ci riesce, ma compie una strage.
- Guest star: James Cromwell (Andrew W. Mellon), Stephen Root (Gaston Means), Dominic Chianese (Leander Cephas Whitlock), Geoff Pierson (Senatore Walter Edge), Anatol Yusef (Meyer Lansky), Stephen DeRosa (Eddie Cantor), Meg Chambers Steedle (Billie Kent), Erik LaRay Harvey (Dunn Purnsley), Patrick Kennedy (Douglas Mason), Arron Shiver (Dean O'Banion), Katy Wright-Mead (Roberta).
- Ascolti USA: telespettatori 2.191.000[6]

## Ging Gang Goolie
- Titolo originale: Ging Gang Goolie
- Diretto da: Ed Bianchi
- Scritto da: Steve Kornacki

### Trama
Nucky escogita manovre per evitare di prendere una caduta politica per via del procuratore generale, arrestato nel processo. Eli e Mickey visitano Tabor Heights. Richard fa amicizia con un vecchio veterano e sua figlia, Julia. Gillian assume un giovane amante, che lei chiama "James". Mentre suo figlio desidera ardentemente una presenza maschile nella casa, Margaret riaccende una relazione con Owen.
- Guest star: Stephen Root (Gaston Means), Julianne Nicholson (Esther Randolph), Christopher McDonald (Harry Daugherty), Meg Chambers Steedle (Billie Kent), Billy Magnussen (Roger McAllister), Heather Lind (Katy), Glenn Fleshler (George Remus).
- Ascolti USA: telespettatori 2.344.000[7]

## Sunday Best
- Titolo originale: Sunday Best
- Diretto da: Allen Coulter
- Scritto da: Howard Korder

### Trama
Richard prende giovane Tommy per cenare con la Sagorskys, e Julia accetta l'invito di Richard al carnevale locale. In pericolo di rappresaglia sopra le sue azioni in altezze di Tabor, Gyp propone un affare con il suo capo, Joe Masseria. Gillian viene a patti con la morte di Jimmy.
- Guest star: Billy Magnussen (Roger McAllister), Ivo Nandi (Joe Masseria).
- Ascolti USA: telespettatori 1.973.000[8]

## The Pony
- Titolo originale: The Pony
- Diretto da: Tim Van Patten
- Scritto da: Terence Winter e Howard Korder

### Trama
In un club privato, Nucky prende trattative con il Segretario del tesoro, Andrew Mellon. Torrio, fresco da una vacanza italiana, dà ad Al Capone un ruolo più importante nelle operazioni commerciali. Nelson, è ora indebitato con O'Banion, e per questo è costretto a lavorare per lui, e allo stesso tempo deve affrontare i problemi nel suo lavoro quotidiano. Nucky e Billie discutono circa la natura del loro rapporto. Margaret decide di prendere uno stand sul controllo delle nascite e cerca un pony di compleanno con l'aiuto di Owen. Gillian taglia i legami con Luciano. Nel club privato vi è un attentato alla vita di Nucky in cui Billie viene uccisa.
- Guest star: James Cromwell (Andrew W. Mellon), Stephen Root (Gaston Means), Dominic Chianese (Leander Cephas Whitlock), Julianne Nicholson (Esther Randolph), Greg Antonacci (Johnny Torrio), Meg Chambers Steedle (Billie Kent), Patrick Kennedy (Douglas Mason), Arron Shiver (Dean O'Banion), Kerry O'Malley (Edwina Shearer), Clarke Thorell (Clifton King).
- Ascolti USA: telespettatori 2.089.000[9]

## The Milkmaid's Lot
- Titolo originale: The Milkmaid's Lot
- Diretto da: Ed Bianchi
- Scritto da: Rolin Jones

### Trama
Rifugiatosi nel Ritz, un ferito e febbrile Nucky lotta con l'aiuto della sua famiglia e i suoi soci per pianificare la sua prossima mossa. Questi però rifiutano di dare l'appoggio a Nucky nella guerra ormai aperta contro Gyp, che ritorna a Tabor Heights e dà inizio alla propria ascesa con la benedizione di Joe Masseria. Richard porta Julia a ballare e Gillian lo biasima per l'ultima disavventura di Tommy. George Remus viene arrestato per violazione del Volstead Act.
- Guest star: Julianne Nicholson (Esther Randolph), Anatol Yusef (Meyer Lansky), Meg Chambers Steedle (Billie Kent), Glenn Fleshler (George Remus), Ivo Nandi (Joe Masseria), Kevin O'Rourke (Sindaco Edward Bader), Nick Sandow (Waxey Gordon), Victor Verhaeghe (Damien Fleming).
- Ascolti USA: telespettatori 2.061.000[10]

## A Man, a Plan...
- Titolo originale: A Man, a Plan...
- Diretto da: Jeremy Podeswa
- Scritto da: Dave Flebotte

### Trama
Nucky e Owen pianificano una mossa contro New York, perseguendo Masseria prima. Nelson ha un nuovo lavoro ma finisce nei guai con Capone. Il rapporto di Richard e di Julia fa un passo in avanti. Dopo essere stati rifiutati da Rothstein, Luciano e Lansky entrano in affari con Masseria. Margaret rivela a Owen che è incinta con il suo bambino, ma prima che possa scappare via insieme a lui, questo viene ucciso dagli uomini di Masseria.
- Guest star: Stephen Root (Gaston Means), Christopher McDonald (Harry Daugherty), Anatol Yusef (Meyer Lansky), Ed Jewett (Jess Smith), Patrick Kennedy (Douglas Mason), Heather Lind (Katy), Ivo Nandi (Joe Masseria), Kevin O'Rourke (Sindaco Edward Bader), Victor Verhaeghe (Damien Fleming).
- Ascolti USA: telespettatori 2.181.000[11]

## Two Imposters
- Titolo originale: Two Imposters
- Diretto da: Allen Coulter
- Scritto da: Howard Korder

### Trama
Gyp Rosetti s'impossessa di Atlantic City: Nucky, colto alla sprovvista, riesce a fuggire rifugiandosi da Chalky White, l'unico socio che gli è rimasto. Con Eddie ferito gravemente e in pericolo di vita, Gyp irrompe anche a casa di Chalky, e mette una taglia di 25.000 dollari su Nucky. Nel frattempo, a New York, Lucky Luciano viene imprigionato mentre cerca di smerciare eroina per pagare i debiti con Joe Masseria. Ad Atlantic City, Richard cerca di portare il piccolo Tommy fuori dal bordello, ma Gillian glielo impedisce. Nascosti in una fabbrica, Nucky e Chalky vedono arrivare Elias con un gruppo di uomini armati fino ai denti, guidati da Al Capone, con cui l'ex sceriffo ha stretto un patto.
- Guest star: Anatol Yusef (Meyer Lansky), Erik LaRay Harvey (Dunn Purnsley), Ty Michael Robinson (Samuel Crawford), Nick Wyman (Robert Landau).
- Ascolti USA: telespettatori 2.297.000[12]

## Margate Sands
- Titolo originale: Margate Sands
- Diretto da: Tim Van Patten
- Scritto da: Terence Winter e Howard Korder

### Trama
La resa dei conti per il controllo di Atlantic City è cominciata e i cadaveri iniziano ad accumularsi in entrambe le fazioni. Gestendo i piani da una falegnameria, Nucky cerca di indebolire l'alleanza Rosetti-Masseria. Da un colloquio con il fratello Eli, nasce l'intuizione per il suo nuovo piano: con l'appoggio di Mickey, sancisce un accordo privato con Rothstein fornendogli la gestione della distilleria in Pennsylvania con lo scopo di aiutarlo a ritirare il supporto di Masseria verso Rosetti. Di conseguenza Rothstein, intento ad accordarsi con Masseria, incastra Lucky Luciano con l'aiuto della polizia corrotta, presente sul suo libro paga, usando come mezzo l'eroina acquistata da Luciano e Mayer con i soldi di Masseria. Stipulato l'accordo, Rothstein informa Nucky, il quale, avendo ora il coltello dalla parte del manico, ordina a Chalky e agli uomini di Capone di tendere un'imboscata agli uomini di Masseria, i quali si stanno ritirando a New York a seguito del suddetto accordo. Richard, all'insaputa di tutti, irrompe all'Artemis Club di Gillian e uccide quasi tutti gli uomini di Rosetti, che però riesce a scappare. Poi salva Tommy tenuto in ostaggio da uno degli uomini di Rosetti e lo porta a casa di Julia. Successivamente Andrew Mellon, su ordine di Nucky, chiede a Esther Randolph l'arresto di Rothstein in quanto attuale gestore della sua distilleria in Pennsylvania. Nucky porta quindi a termine il suo piano. Rosetti riesce a fuggire con i suoi tre scagnozzi rimanenti, ma, su commissione di Nucky, il suo principale assistente lo pugnala a morte mentre egli è a urinare su una spiaggia. Infine Nucky si reca da Margaret e le chiede invano di recuperare la loro relazione proponendosi di mettere da parte il passato. Ritiratosi in sé stesso, procede a piedi sul Boardwalk, dove viene riconosciuto da altri pedoni: si sente ormai solo, ma ha finalmente ripreso il controllo di Atlantic City.
- Guest star: James Cromwell (Andrew W. Mellon), Stephen Root (Gaston Means), Julianne Nicholson (Esther Randolph), Anatol Yusef (Meyer Lansky), Erik LaRay Harvey (Dunn Purnsley), Ivo Nandi (Joe Masseria), Kevin O'Rourke (Sindaco Edward Bader), Victor Verhaeghe (Damien Fleming).
- Ascolti USA: telespettatori 2.730.000[13]